# Cophyla tsaratananaensis
Espèce
Synonymes
- Platypelis tsaratananaensis Guibé, 1974

Statut de conservation UICN

 EN B1ab(iii) : En danger
Cophyla tsaratananaensis est une espèce d'amphibiens de la famille des Microhylidae.

## Répartition
Cette espèce est endémique au nord de Madagascar. Elle se rencontre entre 1 300 et 2 600 m d'altitude dans les massifs de Tsaratanana et d'Anjanaharibe-Sud.

## Description
Cophyla tsaratananaensis mesure de 26 à 28 mm. La peau de son dos est lisse. Les mâles ont un seul sac vocal.

## Étymologie
Son nom d'espèce, composé de tsaratanana et du suffixe latin -ensis, « qui vit dans, qui habite », lui a été donné en référence au lieu de sa découverte, le massif de Tsaratanana.

## Publication originale
- Guibé, 1974 : Batraciens nouveaux de Madagascar. Bulletin du Museum National d'Histoire Naturelle, sér. 3, Zoologie, vol. 171, p. 1169-1192 (texte intégral).